# Jiang Chaoliang

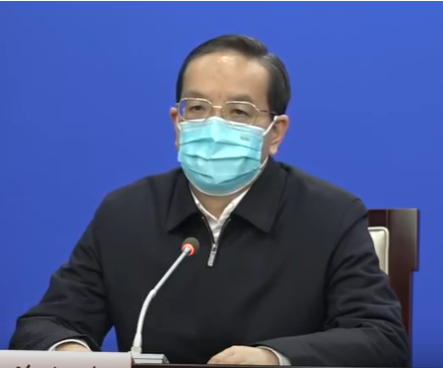
Jiang Chaoliang

Jiang Chaoliang (* 1957) ist ein chinesischer Bankmanager und Politiker.

## Leben
Jiang studierte Wirtschaftswissenschaften an der Universität für Finanzwesen und Wirtschaft Südwestchinas in Chengdu, wo er 1996 seinen Abschluss erreichte. Von September 2008 bis Dezember 2011 war Jiang Präsident der China Development Bank. Von Anfang 2012 bis leitet Jiang das chinesische Unternehmen Agricultural Bank of China. Im September 2014 ging er in die Politik und wurde zum Gouverneur der Provinz Jilin ernannt. Nach zwei Jahren wurde er im Oktober 2016 zum Parteisekretär von Hubei ernannt. Am 12. Februar 2020 wurde Jiang im Rahmen des COVID-19-Pandemie von seinem Posten als Parteisekretär von Hubei entfernt und durch Ying Yong, Bürgermeister von Shanghai und enger Verbündeter von Parteisekretär Xi Jinping, ersetzt.